# Élections législatives danoises de 1915
Les élections législatives danoises de 1915 ont eu lieu le 7 mai 1915.

## Résultats
| Suffrages exprimés          | Suffrages exprimés | Suffrages exprimés | 0         |             | 114 sièges à pourvoir | 114 sièges à pourvoir |
|                             |                    |                    |           |             |                       |                       |
| Liste                       | Tête de liste      |                    | Suffrages | Pourcentage | Sièges acquis         | Var.                  |
| Venstre                     | Klaus Berntsen     |                    |           |             | 43 / 114              | 1                     |
| Social-démocratie           | Thorvald Stauning  |                    |           |             | 32 / 114              | en stagnation         |
| Parti social-libéral danois | Carl Theodor Zahle |                    |           |             | 31 / 114              | en stagnation         |
| Højre                       | Néant              |                    |           |             | 8 / 114               | 1                     |